# خوشم میاد (ترانه کاردی بی، بد بانی و جی بالوین)
«خوشم میاد» (انگلیسی: I Like It) ترانه‌ای ضبط‌شده توسط رپر آمریکایی کاردی بی همراه با رپر پورتوریکویی بد بانی و خواننده کلمبیایی جی بالوین برای نخستین آلبوم استودیویی کاردی بی تعرض به حریم خصوصی (۲۰۱۸) است. این ترانه در ۲۵ مه ۲۰۱۸ توسط آتلانتیک رکوردز به عنوان چهارمین تک‌آهنگ آلبوم به ایستگاه‌های رادیویی فرستاده شد.
این ترانه به رتبه اول جدول فروش موسیقی ۱۰۰ آهنگ داغ بیلبورد ایالات متحده آمریکا رسید.